# Benjamin Moser (Autor)

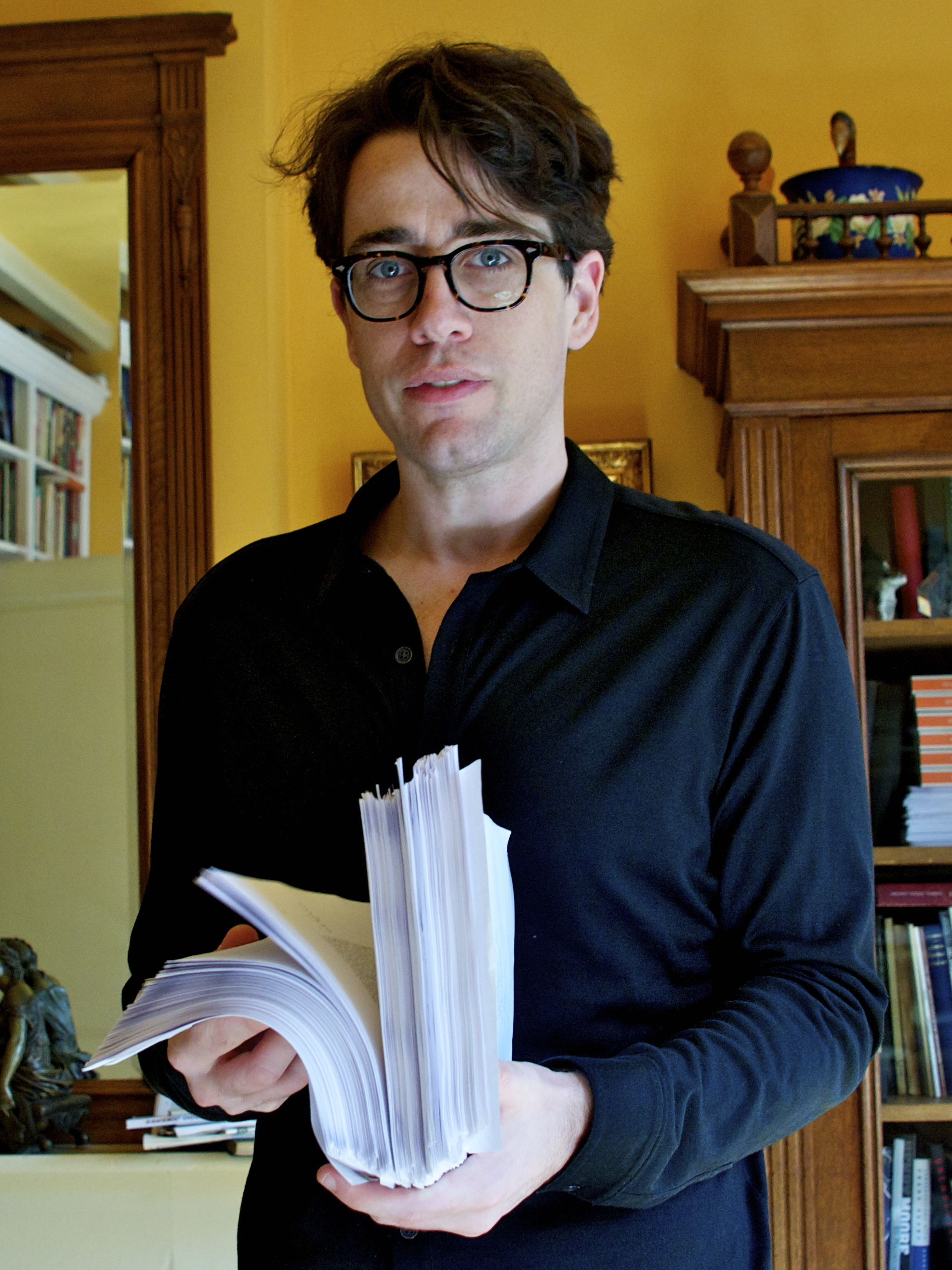
Benjamin Moser (2014) mit dem Manuskript der Complete Stories von Clarice Lispector

Benjamin Moser (* 14. September 1976 in Houston, Texas, USA) ist ein amerikanischer Autor und Literaturübersetzer. Er ist Verfasser von Biografien über die Schriftstellerinnen Clarice Lispector und Susan Sontag. Für Sontag: Her Life and Work erhielt er 2020 einen Pulitzer-Preis. Um das Werk von Lispector machte er sich seit 2011 als Übersetzer und auch als Herausgeber verdient.

## Leben
Moser ist ein Enkel von Franz Moses (16. Juni 1889 bis 6. Juli 1959). Dieser stammte aus dem Deutschen Kaiserreich, war Weltkriegssoldat, Akademiker – 1921 in Breslau über Die Ansprüche des Dritteigentümers nach beendigter Zwangsvollstreckung in bewegliche, dem Schuldner nicht gehörige Sachen promoviert – und flüchtete noch vor den Novemberpogromen 1938 („Reichskristallnacht“) aus Berlin, wo er als Anwalt tätig war, in die Vereinigten Staaten. In den USA wechselte er auf die Namensform Frank Moser. Er heiratete die im Jewish Community Center aktive Elizabeth Lurie (15. Januar 1909 bis 31. Oktober 1994) und ließ sich in ihrer Heimatstadt Houston nieder. Benjamin Moser kennt seinen Großvater aus Erzählungen seiner Großmutter „Bitsy“ und seines Vaters, „Bert“ (Bertrand Carl) Moser. Auch dieser hatte sich für eine juristische Ausbildung entschieden.
Er selbst, „Ben“, wuchs mit seiner Schwester Laura in Montrose, einem Stadtteil von Houston, auf. Seine Mutter Jane stammte aus einer angelsächsisch-protestantischen Familie und war Buchhändlerin. Sie führte ihren eigenen Kinderbuchladen und später die größte traditionelle unabhängige Buchhandlung der Stadt. Jane Moser war in den 1970er-Jahren zum Jüdischen Glauben konvertiert (nach Aussage ihres Sohnes aus einer Protesthaltung heraus: “to annoy her racist relatives in the ’70s”). “Since I’m half WASPy and half Jewish”, so Benjamin Moser, “I always feel really Jewish around non-Jews, and I feel really not Jewish around real Jews”.
Er studierte an der Brown University, unter anderem bei Nelson H. Vieira (Portuguese and Brazilian Studies, Judaic Studies). Im dritten Semester entdeckte er das Werk der brasilianischen Schriftstellerin Clarice Lispector und „verliebte sich total“. Nach seinem Abschluss in Geschichtswissenschaft wechselte er nach Europa. Er übersetzte Elie Wiesel vom Französischen ins Englische (After the Darkness: Reflections on the Holocaust, New York 2002). An der Universität Utrecht graduierte und promovierte er.
2013 unterzeichnete er einen Vertrag, in welchem er die Aufgabe übernahm, die autorisierte Biografie der berühmten, 2004 verstorbenen Intellektuellen Susan Sontag zu schreiben – Sontags Sohn David Rieff und ihr Agent Andrew Wylie waren an ihn herangetreten, nachdem Moser sich mit seiner Arbeit über Leben und Werk von Clarice Lispector profiliert hatte. Dieses Buch, das parallel in den USA, im Vereinigten Königreich und in Brasilien erschienen war, war 2009 ein Finalist des National Book Critics Circle Award gewesen und gilt als Wegbereiter der jüngeren Lispector-Rezeption im englischen Sprachraum. Der Umfang der Sontag-Biographie betrug schließlich 832 Seiten: Moser nennt das „a short book“ und äußerte in einem Porträt, die publizierte Arbeit erscheine ihm oberflächlich, weil so vieles – namentlich „90 percent of what I knew about her“  – außen vor habe bleiben müssen.
Moser war Verfasser der Kolumne New Books in Harper’s Magazine und schrieb für The New York Review of Books. 2017 erhielt er ein Guggenheim-Stipendium. 2021 wurde er zum korrespondierenden Mitglied der Academia Brasileira de Letras (ABL) ernannt. Bei New Directions betreut er die in Einzelbänden seit 2011 erscheinenden neu übersetzten Werke von Clarice Lispector.
Benjamin Moser lebt mit seinem Partner, dem Schriftsteller Arthur Japin, in Utrecht. 2022 schilderte er in The Nation sein frühes, unaufwändiges Coming-out und seine Sicht auf die gesellschaftlichen Veränderungen in Bezug auf Homosexualität, insbesondere in den USA.

## Werk
- Why This World: A Biography of Clarice Lispector, Oxford University Press (2009), ISBN 978-0-19-538556-4 (US), ISBN 978-1-906598-42-6 (UK).
  - deutsch: Clarice Lispector. Eine Biografie. Aus dem Amerikanischen von Bernd Rullkötter, Schöffling und Co. Verlag, Frankfurt/Main 2013, ISBN 978-3-89561-622-8.
- Autoimperialismo: três ensaios sobre o Brasil, Planeta, São Paulo 2016, ISBN 978-85-422-0756-9.
- Sontag: Her Life and Work, Ecco, New York 2019, ISBN 978-0-06-289639-1.
  - deutsch: Sontag. Die Biografie. Aus dem Amerikanischen von Hainer Kober, Penguin Verlag, München 2020, ISBN 978-3-328-60159-3.
- Frans Hals op de tweesprong / Frans Hals at the crossroads, Arbeiderspers, Amsterdam 2020.
- The upside-down world. Meetings with the Dutch masters. Liveright Publishing Corporation, New York 2023, ISBN 978-1-324-09225-4.

## Auszeichnungen (Auswahl)
- 2016: Prêmio Itamaraty de Diplomacia Cultural[17]
- 2017: Guggenheim-Stipendium[18]
- 2020: Pulitzer-Preis (Kategorie Biografie / Autobiografie)[19]

## Kritik
Literaturwissenschaft und Feuilleton sind sich darin einig, dass Benjamin Moser einen wesentlichen Anstoß für die Wiederentdeckung von Clarice Lispector – im englischen Sprachraum auch über Neuausgaben der Primärtexte, dort und international durch die Biografie – gegeben hat und dass in seiner Biografie Susan Sontags mehr Material recherchiert und eingearbeitet worden ist als in früheren Studien zu Sontag. Mosers Arbeitsweise allerdings und die anscheinend herrschende Akzeptanz derselben wurden wiederholt thematisiert: Nach Bekanntwerden der Pulitzer-Preis-Zuerkennung an Moser äußerten sich vier Autorinnen in der Los Angeles Review of Books unter dem Titel Benjamin Moser’s Pulitzer Prize for Biography Is a Travesty. Auch im deutschen Sprachraum blieb Benjamin Moser, unabhängig von kritischen Rezensionen seiner Biografien über Lispector und Sontag, nicht unwidersprochen. Hier erschien unter anderem ein Essay von Johanna Hedva (Merkur), in welchem sie, ausgehend von Mosers und Hedvas eigener Beschäftigung mit Susan Sontag, Mosers Praxis als Wissenschaftler, als Mitautor und als Mitübersetzer anspricht und für fragwürdig befindet. Marie Schmidt (Süddeutsche Zeitung), die Mosers Sontag-Biografie mit zwei anderen vergleicht, findet zumindest den Pulitzer-Preis – vor allem angesichts der behandelten Materialfülle – plausibel.
2022 reichte Christina Kosch ihre Doktorarbeit ein, deren Titel auf den Übersetzungstitel eines Werks von Clarice Lispector (A paixão segundo G.H., englisch: The Passion According to G.H.) anspielt: The Passion according to Benjamin Moser. Kosch hält fest, dass Lispectors „recent rebrand in America“ mit Mosers Übersetzung The Hour of the Star eingesetzt habe. Ihre These lautet weiter: “Lispector and Moser are a representative, cross-cultural example of an American translator creating significant space for himself both on the book covers and within the creative text of a Brazilian author’s life and works.” Moser habe sowohl auf den Buchumschlägen als auch im Text der übersetzten Autorin erheblich Raum für sich selbst geschaffen.